# Thérèse Arbic
Thérèse Arbic est une actrice franco-ontarienne, née le 2 septembre 1929 à Casselman (Ontario). Elle a été la conjointe du cinéaste québécois Claude Fournier.

## Biographie
Originaire de l'Ontario, elle arrive au Québec vers l'âge de deux ans. Amatrice de théâtre, elle part en 1957 à Paris afin de prendre des cours d'art dramatique, parallèlement avec Jacques Mauclair et avec Alexandro Jodorowsky, un membre de la troupe du mime Marceau.
Ayant obtenu une bourse du Conseil des arts du Canada en 1959, elle s'installe pendant un an à New York et travaille avec l'Actor's Studio.
Impliquée socialement, elle appuie les revendications pendant la grève des réalisateurs de Radio-Canada. Le 2 mars 1959, elle sera à Montréal pendant une manifestation sur le boulevard Dorchester, la police de Montréal intervient violemment et procède à son arrestation de même que celles de 28 réalisateurs et alliés des manifestants.
De retour au Québec en 1960, elle décroche le rôle de Monique dans le télé-roman 14 rue de Galais. Par la suite, Claude-Henri Grignon lui donne le rôle de Donatienne dans le télé-roman Les belles histoires des pays d'en haut,.
Elle poursuivra sa carrière au petit écran et notamment dans, La maison de la nuit, Un cas intéressant et Bonne nuit, Mademoiselle Hélène. Parallèlement, s’ensuit aussi plusieurs rôles dans des productions avec le Théâtre d'aujourd'hui et elle sera de la première distribution de Bousille et les justes de Gratien Gélinas.
Elle signe, en 1976, quelques textes sur le théâtre dans la revue Chroniques et cette même année, elle participe à l'écriture de la pièce La Nef des sorcières au Théâtre du Nouveau monde.
Conjointe de Claude Fournier pendant quelques années, le couple aura une fille, Emmanuelle.
Au début des années 1970, délaissant la production théâtrale, le cinéma et la télévision, elle s'oriente vers l'enseignement et devient professeur de théâtre titulaire au Cégep du Vieux-Montréal.
La maladie de l'Alzheimer la frappe prématurément dans la soixantaine et elle décède vingt ans plus tard, en janvier 2012.

## Filmographie

### Théâtre
- 1958 : Bousille et les justes: Colette Marcoux

### Cinéma
- 1961 : Têtes blanches (Cattle Ranch), court métrage, réalisation Guy L. Côté, Office national du film du Canada, narratrice.
- 1988 : Les tisserands du pouvoir, long métrage, réalisation Claude Fournier.

### Télévision
- 1954 : 14, rue de Galais (série télévisée)[10].
- 1958 : Les belles histoires des pays d'en haut (série télévisée).
- 1959 : Le grand Duc (série télévisée).
- 1962 : Bousille et les justes (série télévisée) : Colette Marcoux[11].
- 1988 : Les tisserands du pouvoir, (série télévisée), réalisation Claude Fournier, Radio-Canada[12].

## Prix et mentions
Têtes Blanches (court métrage):
- 1961, Mention d'honneur, Festival international du film, Vancouver.
- 1961, Diplôme d'honneur, Festival international du film de Locarno.
- 1963, Premier prix,catégorie documentaire, Festival international de films pour la télévision, Rome.
- 1966, Prix meilleur documentaire, Congrès du spectacle, Montréal.